# Die Kur
Die Kur  (auch: Die Heilquelle) ist der deutsche Titel des US-amerikanischen Stummfilms The Cure, den Charlie Chaplin 1917 nach eigenem Drehbuch (zusammen mit Vincent Bryan und Maverick Terrel), für die Mutual Co. realisierte. Die Kur war der zehnte Film Chaplins für die Mutual. Er kam am 16. April 1917 in die US-amerikanischen Kinos.

## Handlung
Charlie Chaplin spielt einen Alkoholkranken, der zwecks Ausnüchterung ein Heilbad aufsucht. Sehr ernst scheint er sein Vorhaben jedoch nicht zu nehmen, denn er bringt sich einen großen Koffer voller Spirituosen mit. Unterwegs belästigt er einen dicken Gichtkranken. Immer wieder tritt er ihm auf seinen bandagierten Fuß, bis er wütend auf ihn losgeht. Er entkommt ihm und begegnet einem Mädchen, die ihn ermuntert, das Trinken aufzugeben. Als aber der Kurdirektor merkt, dass seine Angestellten von Charlies Mitbringseln betrunken werden, befiehlt er ihnen, die Spirituosen kurzerhand aus dem Fenster werfen.
Sie tun das auch, aber sie treffen direkt in die Heilquelle, welche dadurch mit Alkohol verseucht wird. Die ahnungslos daraus trinkenden Kurgäste werden so ganz unbeabsichtigt enthemmt, geraten in Stimmung und beginnen zu tanzen. Auch Charlie, von seiner neuen Flamme zur Abstinenz angehalten, trinkt daraus und bekommt einen Rausch, in dem er sogar zudringlich wird, so dass sie ihn im Zorn verlässt. Charlie wankt zur Tür zurück, wo er wieder auf den dicken Mann mit der Gicht stößt, den er aus seinem Rollstuhl direkt in die Heilquelle hineinkippt.
Am nächsten Morgen gibt es jede Menge Katergeschädigte bis auf Charlie, der nüchtern geblieben ist. Er macht sich auf und findet die junge Frau wieder, die ihm verzeiht, nachdem sie erfahren hat, was geschehen ist. Beide ziehen los und gerade wie durch Zufall tritt Charlie in die alkoholisierte Heilquelle hinein.

## Hintergrund
Der Film entstand in dreimonatiger Arbeit im Lone Star Studio – 1751 Glendale Boulevard, Hollywood, Los Angeles, California, USA. Kameramänner waren William C. Foster und Roland Totheroh, denen George C. Zalibra assistierte. Für das Bühnenbild sorgten der Requisiteur George Cleethorpe und sein Assistent Dan Allen. Die Technische Leitung hatte Edward Brewer.
Der Film hatte in den USA am 16. April 1917 Premiere. Er wurde auch in Europa, in Frankreich, Italien, Portugal, Spanien, in Ungarn, Dänemark, Schweden und Finnland aufgeführt. In Deutschland, wo er erst nach dem Ersten Weltkrieg in die Kinos kam, hieß er auch Die Heilquelle.
Eine vertonte Fassung mit Musik und Geräuschen, hergestellt von den Van Beuren Studios, hatte ihre Uraufführung am 19. August 1932. Sie wurde von RKO Radio Pictures verliehen. Chaplin konnte dagegen gerichtlich nicht vorgehen. Amedee van Beuren hatte Chaplins Mutual-Komödien für 10.000 US-Dollar gekauft.
Alkoholsucht war um 1917 ein ernstes Problem in den USA, namentlich bei den unteren Bevölkerungsschichten. Sich dessen bewusst, änderte Chaplin die Figur des Alkoholkranken vom gewohnten Tramp in einen modisch gekleideten „reichen Nichtstuer“ um, über den es sich „beßren Gewissens“ lachen ließ. Die Gicht galt allgemein als eine Krankheit der Wohlhabenden, die im Film in der Gestalt des voluminösen Eric Campbell vertreten sind.
Anregungen für Die Kur bezog Chaplin von dem Fred Karno-Einakter The Hydro, der in einer Kaltwasserheilanstalt spielt, aber auch aus dem Athletic Club von Los Angeles, wo er damals lebte. Die Ringkämpfe in der Turnhalle des Clubs beflügelten seine Phantasie. Sie regten die berühmte Szene an, in der er sich mit dem Masseur, der ihn behandeln will, auf einen Ringkampf einlässt.
In seinem Streben nach höchster Perfektion zögerte Chaplin die Fertigstellung seines Films immer weiter hinaus. Wie sich anhand von Schnittabfällen belegen ließ, fing der Film ursprünglich anders an: Chaplin wollte zuerst einen Sanatoriumsdiener spielen, dann einen Heilgehilfen, ehe seine Wahl schließlich auf die Rolle des kurbereiten Alkoholikers fiel.
Chaplins Einsatz von Tanzszenen in Die Kur erinnert an die „Lebenden Bilder“, wie sie in vielen Music-Hall-Programmen vorkamen. Im Umkleideraum nimmt Charlie, wenn der Vorhang geöffnet wird, verschiedene Posen im Badeanzug ein, bevor er zum Schwimmbassin tänzelt. Ein paar davon ähneln denen, die der Ringer Eugen Sandow am 18. Mai 1894 vor Thomas Alva Edisons Kamera eingenommen hat.

## Rezeption
Die Kur war der erste Chaplinfilm, den der Essayist Kurt Pinthus in Deutschland sah; er schrieb nach dem Kinobesuch: „Ich hatte den Willen, mit schärfster, unbarmherzigster kritischer Brille dazusitzen, aber ich habe in den 20 Minuten, in denen dieser Film vorüberhopst, vorbeirast, so gelacht, daß bald meine Brille vom Hauch des Gelächters und der Tränen so beschlagen war, daß ich sie abnehmen und mit der Brille der Liebe vertauschen mußte.“
Der Film wurde im Laufe seiner Rezeptionsgeschichte immer wieder mit anderen Mutual-Komödien zusammen zu Anthologien verarbeitet und verliehen. Ein frühes Beispiel ist die der deutschen Verleihfirma Humboldt-Film GmbH aus Berlin, bei welcher der Film, von Bearbeiter Willy Seiboldt zusammengespannt mit Hinter der Leinwand, Die Rollschuhbahn und Der Feuerwehrmann, 1929 unter dem Titel „Charlies Karriere“ in die Lichtspielhäuser kam.

## Wiederaufführungen
Die Kur kam erstmals 1973 ins deutsche Fernsehen, wo der Film den Titel Die trunkenen Kurgäste bekam und in der ZDF-Vorabendserie „Spaß mit Charlie“ ausgestrahlt wurde. Ein Sprecher, der Kabarettist Hanns Dieter Hüsch, kommentierte den mit Musik und Geräuschen unterlegten Film aus dem Off. Um auf die gewünschte Sendezeit zu kommen, streckte man den Film durch zufällig erhaltenes Schnittmaterial.
1989 brachte der Atlas-Filmverleih Duisburg Die Kur als „ungekürzte Originalfassung“ der „Uraufführung mit deutschen Einleitungs- und Zwischentiteln in neuer Musikfassung“ heraus.
Im Januar 1994 zeigte der Kulturkanal Arte Die Kur als deutsche Fassung einer US-amerikanischen Rekonstruktion, die David Shepherd 1984 besorgt und zu der Michael D. Mortilla 1984 eine neue Musik geschrieben und eingespielt hatte. Die deutsche Bearbeitung beschränkte sich auf die Übersetzung der Zwischentitel.
Am 4. September 2013 wurde ein bislang fehlender Teil des Schlusses wiedergefunden und sollte bei einer Neuausgabe auf DVD hinzugefügt werden. Eine restaurierte Fassung von Die Kur wurde auf dem Stummfilm-Festival in San Francisco am 11. Januar 2014 vorgestellt.
Die Kur wurde vom Kulturkanal Arte erneut am Dienstag, den 24. Dezember 2013 im Deutschen Fernsehen gesendet. Die Musikbegleitung lieferte Stephen Horne.
Mehrere Verlage haben den Film inzwischen auf DVD in den Handel gebracht.